# Psectraxylia boursini
Psectraxylia boursini är en fjärilsart som beskrevs av Fletcher 1961. Psectraxylia boursini ingår i släktet Psectraxylia och familjen nattflyn. Inga underarter finns listade i Catalogue of Life.